# BMW 700
 (juin 2022).
La mise en forme du texte ne suit pas les recommandations de Wikipédia : il faut le « wikifier ».
Les points d'amélioration suivants sont les cas les plus fréquents. Le détail des points à revoir est peut-être précisé sur la page de discussion.
- Les titres sont pré-formatés par le logiciel. Ils ne sont ni en capitales, ni en gras.
- Le texte ne doit pas être écrit en capitales (les noms de famille non plus), ni en gras, ni en italique, ni en « petit »…
- Le gras n'est utilisé que pour surligner le titre de l'article dans l'introduction, une seule fois.
- L'italique est rarement utilisé : mots en langue étrangère, titres d'œuvres, noms de bateaux, etc.
- Les citations ne sont pas en italique mais en corps de texte normal. Elles sont entourées par des guillemets français : « et ».
- Les listes à puces sont à éviter, des paragraphes rédigés étant largement préférés. Les tableaux sont à réserver à la présentation de données structurées (résultats, etc.).
- Les appels de note de bas de page (petits chiffres en exposant, introduits par l'outil «  Source ») sont à placer entre la fin de phrase et le point final[comme ça].
- Les liens internes (vers d'autres articles de Wikipédia) sont à choisir avec parcimonie. Créez des liens vers des articles approfondissant le sujet. Les termes génériques sans rapport avec le sujet sont à éviter, ainsi que les répétitions de liens vers un même terme.
- Les liens externes sont à placer uniquement dans une section « Liens externes », à la fin de l'article. Ces liens sont à choisir avec parcimonie suivant les règles définies. Si un lien sert de source à l'article, son insertion dans le texte est à faire par les notes de bas de page.
- La présentation des références doit suivre les conventions bibliographiques. Il est recommandé d'utiliser les modèles {{Ouvrage}}, {{Chapitre}}, {{Article}}, {{Lien web}} et/ou {{Bibliographie}}. Le mode d'édition visuel peut mettre en forme automatiquement les références.
- Insérer une infobox (cadre d'informations à droite) n'est pas obligatoire pour parachever la mise en page.

Pour une aide détaillée, merci de consulter Aide:Wikification.
Si vous pensez que ces points ont été résolus, vous pouvez retirer ce bandeau et améliorer la mise en forme d'un autre article.
La BMW 700 est une petite voiture du constructeur BMW produite entre 1959 et 1965.

## Historique de la conception

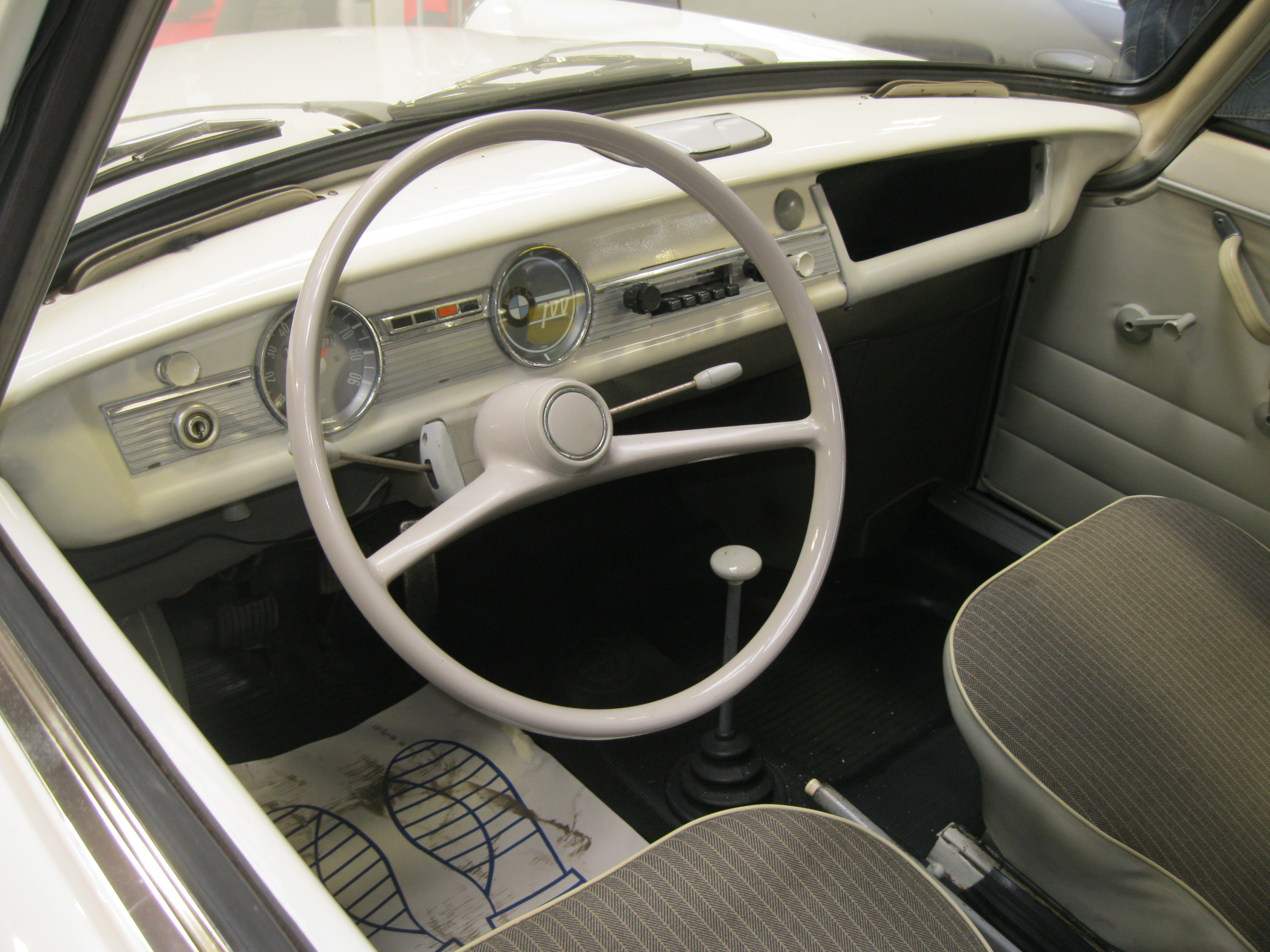
BMW 700

Fin 1957, c’est-à-dire avant le lancement de la BMW 600, le nouveau conseil d’administration de BMW avait donné l’ordre de développer et de construire une petite voiture conventionnelle en coopération avec un carrossier italien. Cette voiture fut conçue à la suite d'une demande de l'importateur BMW en Autriche, Wolfgang Denzel, qui était également un micro-constructeur de voitures spéciales et un ancien pilote de course. Actionnaire minoritaire de BMW, alors en crise financière et sur le point d'être absorbée par Daimler Benz, il prit sur lui de faire réaliser une carrosserie spéciale par Michelotti en Italie, alors que le produit phare de BMW, l'Isetta 600, du type "pot de yaourt" se vendait très mal, rappelant la période d'austérité du lendemain de la Seconde Guerre mondiale. Le célèbre designer italien traça une voiture aux lignes beaucoup plus aguichantes. En octobre 1958, la décision fut prise en faveur de cette conception, sur la base de laquelle BMW développa deux variantes de carrosserie, coupé et berlines deux portes, jusqu’à la production en série. Avec la 700, BMW a abandonné la forme futuriste de la BMW 600 et est revenue au style conventionnel avec un nez classique, des portes latérales et une forme tricorps. Le moteur, d'inspiration motocycliste, est un bicylindre Boxer à plat (Flat Twin) avec carter en alliage léger dérivé de celui de la moto BMW R51/3 et placé en position "tout à l'arrière". Une turbine à air forcé refroidit les cylindres via une boite à air et deux gros conduits, comme sur la 2 CV Citroën, la Panhard Dyna ou la Coccinelle VW. À cette époque, le concept de moteur arrière était encore répandu dans les petites voitures et les voitures de la classe moyenne inférieure, même s’il n’était pas durable. Lancée en 1959 (salon de Francfort) elle restera cinq ans en production avec un total enviable de presque 180 000 exemplaires produits, toutes versions confondues, en Allemagne mais aussi en Italie et en Belgique.

## Finitions
La production a commencé avec le coupé, bientôt suivi par la berline. Le coffre avant a surface lisse offrait de la place pour deux valises standard de 70 cm de long et quelques petits bagages. Le réservoir de carburant était situé devant l’essieu avant sous le coffre; Devant le coffre et le réservoir se trouvait la roue de secours, légèrement inclinée vers l’avant. Le réservoir peut contenir 32 litres, la consommation standard à 90 km/h était de 5,9-6,0 l/100 km. La BMW 700 disposait d’un système de ventilation à deux circuits qui permettait de chauffer le plancher tout en permettant à l’air frais de circuler dans la zone de la tête. Il semblait inhabituel pour une voiture de tourisme BMW que la 700 n’ait pas, à l’avant du véhicule, la caractéristique calandre BMW en deux parties; mais comme elle avait un moteur arrière, il n’y avait aucun besoin technique pour cette calandre. Le 700 coupé a été le dernier des coupés BMW sans pilier C avec le "pli Hofmeister" introduit avec la BMW 3200 CS.
Délivrant originellement 30 ch (22 kW) à 5 000 tr/min, ce moteur sera poussé plus tard à 40 ch, voire à 70 ch sur quelques versions spéciales RS (Renn Sport, compétition). Le cabriolet, produit à partir de 1961, était également équipé du moteur de 40 ch. En 1962, le modèle "LS" est apparu, il s’agit d’un développement ultérieur de la BMW 700. Les dimensions de cette version différaient considérablement de ceux du modèle précédent, l’empattement a été allongé de 16 cm. L’espace accru pour le moteur a été utilisé pour une meilleure alimentation en air d’admission et de refroidissement, de sorte que la température de fonctionnement a été considérablement réduite malgré l’omission du refroidisseur d’huile tubulaire. Le moteur et la suspension des roues arrière ont également été améliorés. Même si la procédure semblait ingénieuse dans la mesure où la BMW 700 LS était adaptée à des exigences plus élevées avec peu d’effort, le concept de moteur arrière a atteint ses limites. Les efforts pour trouver une disposition du moteur techniquement optimale ont entraîné une relation spatiale défavorable entre l’habitacle et la zone arrière, qui se reflétait également à l’extérieur avec des proportions quelque peu déséquilibrées, particulièrement sur le coupé. Contrairement à la berline, cependant, le coupé a continué à être produit avec l’empattement plus court.
Sur la base de la BMW 700 (Luxus), la société belge Carrosserie Jacques Coune a conçu une version break; Selon la source, Coune a construit un seul ou deux exemplaires en 1965. La lunette arrière fortement arrondie, reprise du modèle berline, était caractéristique. On ne sait pas si certains ont survécu à ce jour,.
Un moteur quatre cylindres était prévu mais n'était pas réalisable. La production a pris fin en septembre 1965. Avec tous les modèles, 700 et LS, 181 411 véhicules ont été construits.

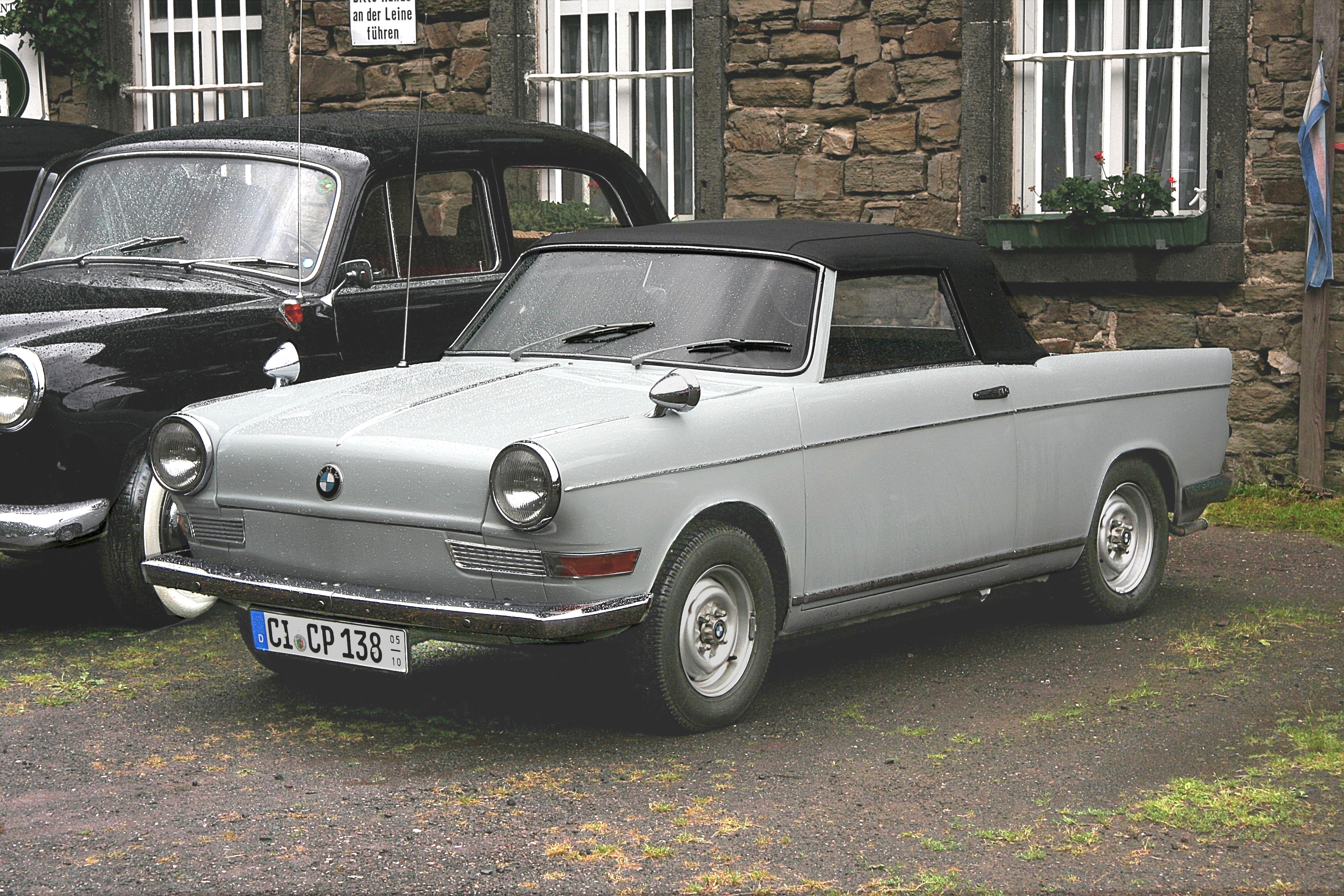
BMW 700 cabriolet
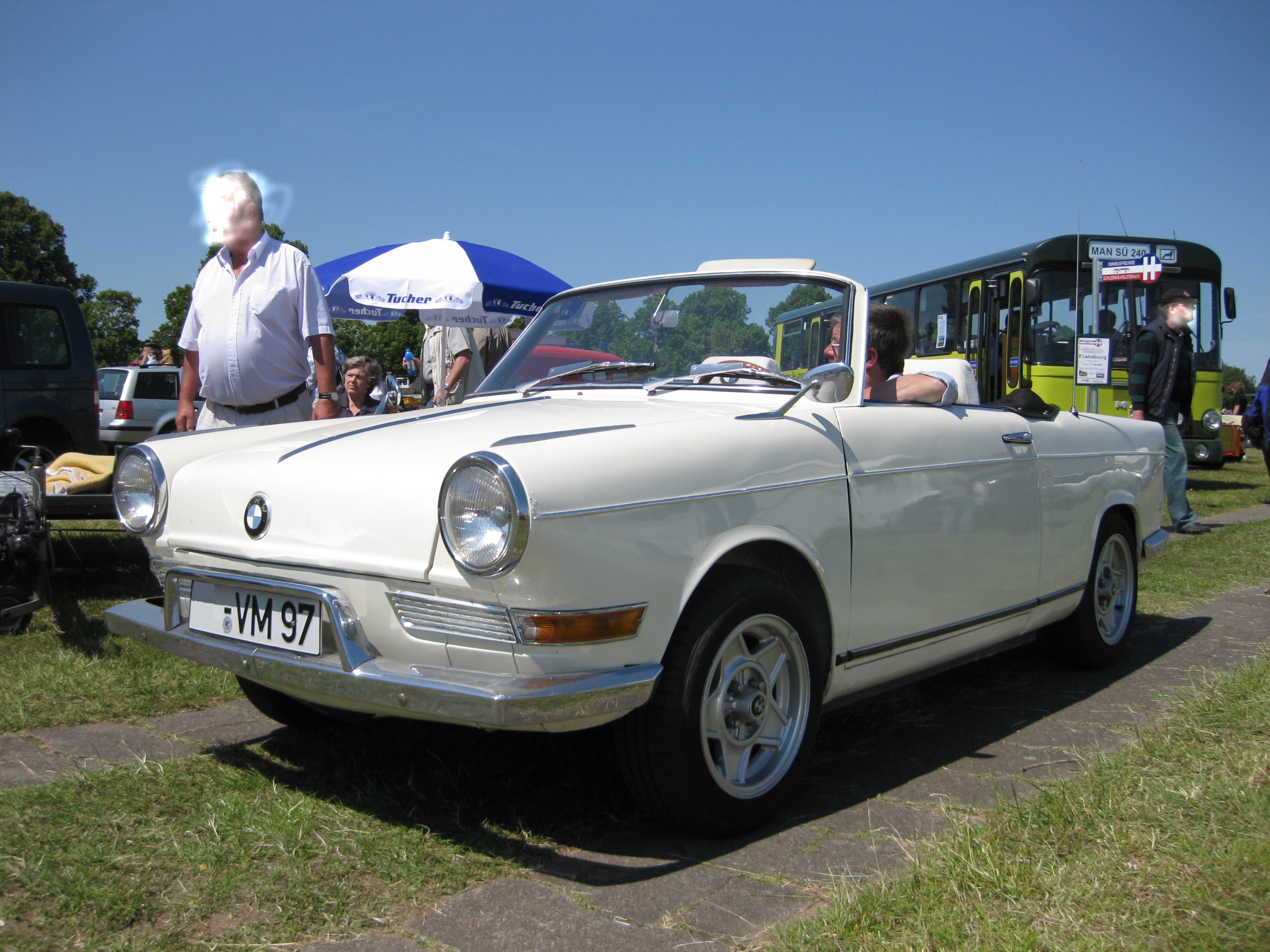
Cabriolet avec le toit ouvert
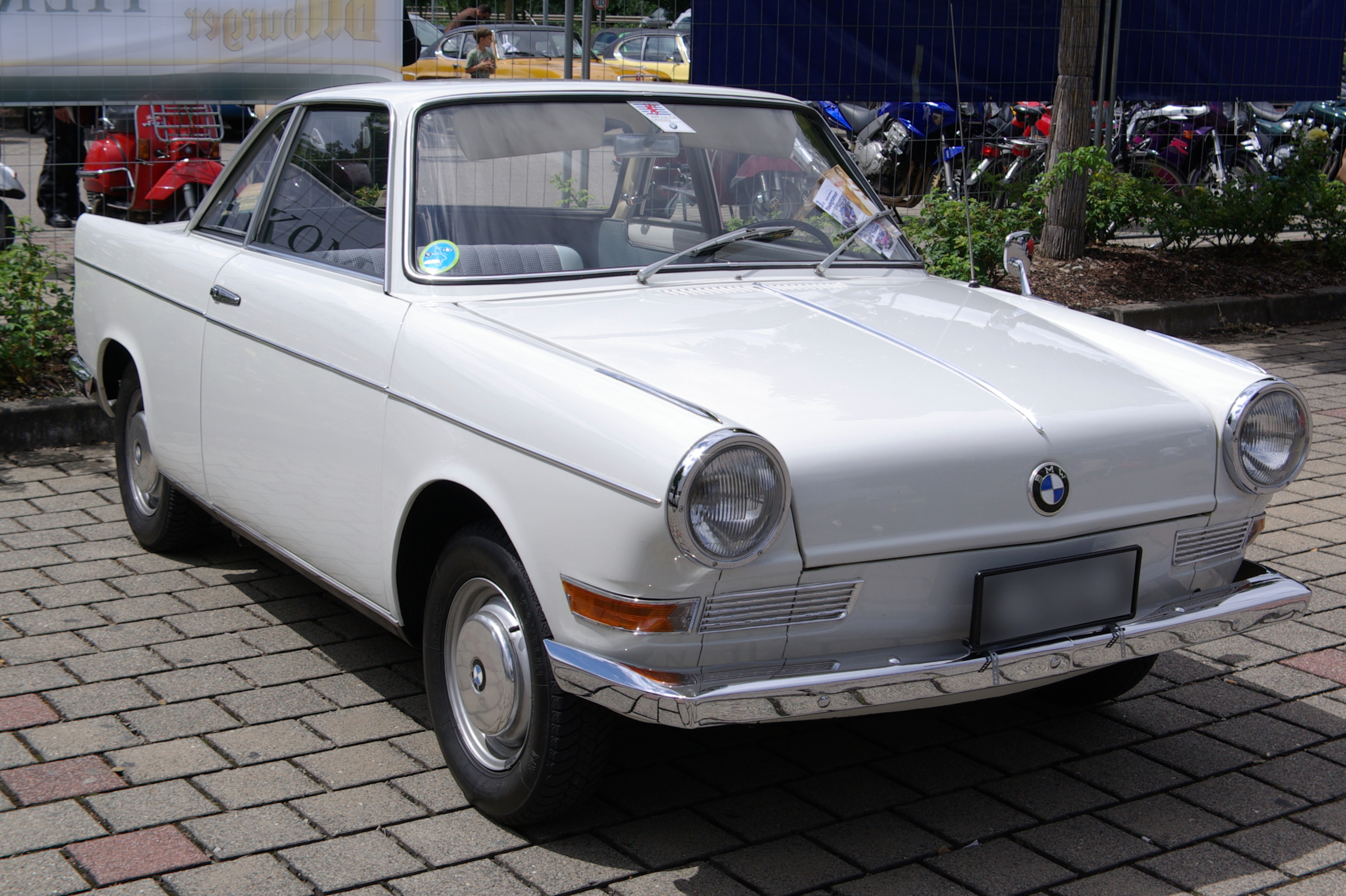
BMW 700 Sport
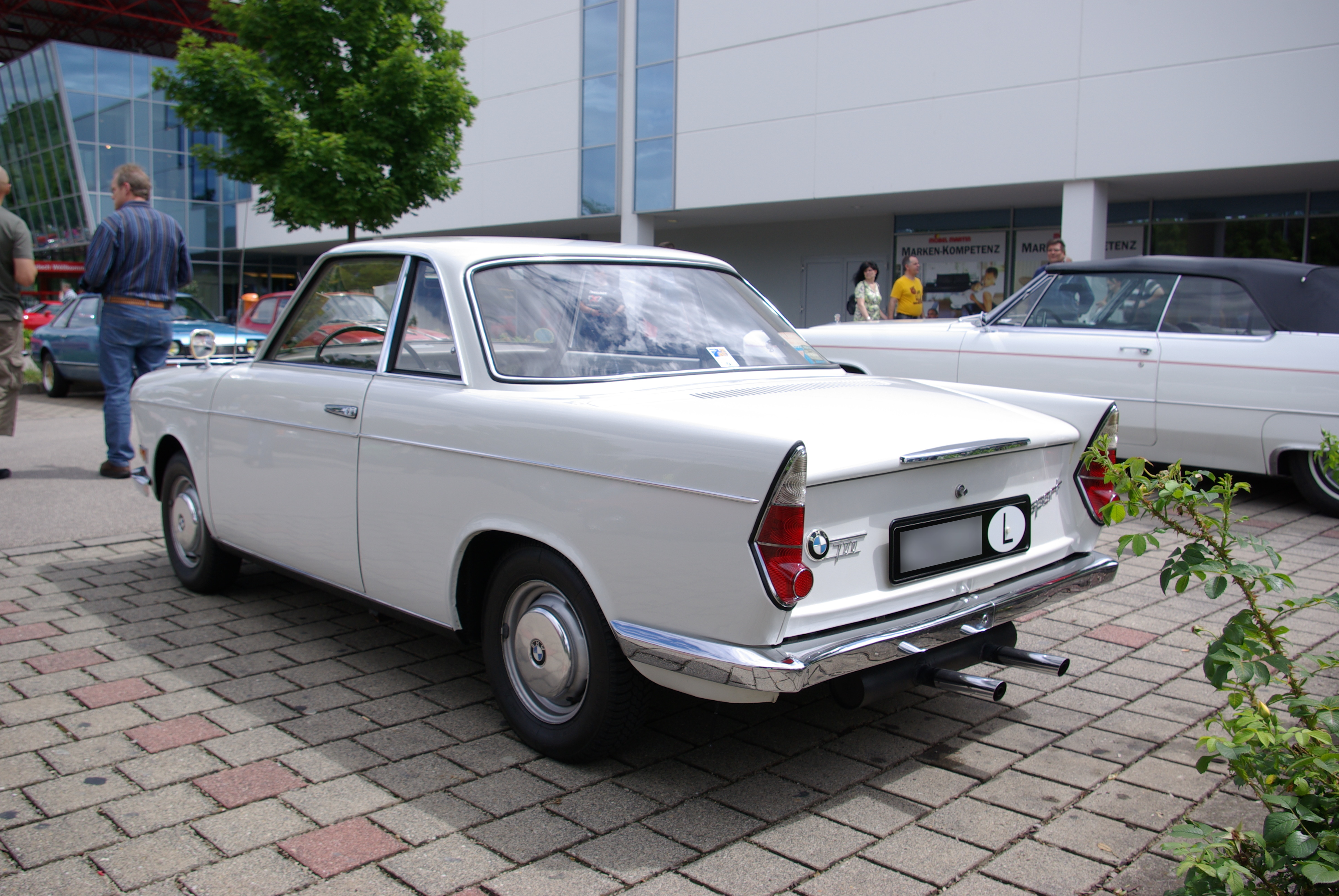
Vue arrière
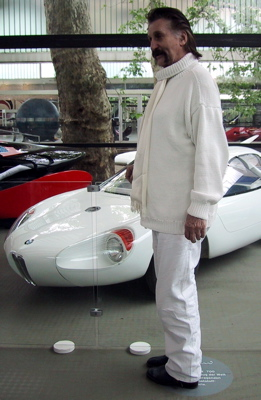
Luigi Colani en 2004 devant sa BMW 700 de 1963

## Technique
La BMW 700 recycle un certain nombre d'éléments de la "Grosse" Isetta, la 600, en particulier son châssis et son moteur.
Ces versions RS étaient destinées à des pilotes d'usine, comme Hans Stuck et à des pilotes privés triés sur le volet, notamment le jeune Jacky Ickx à 18 ans au Tour de France automobile 1963, ou encore Hubert Hahne qui débute avec aux 500 kilomètres du Nürburgring 1961, et l'utilise jusqu'en 1963. 
Des suspensions à roues indépendantes très efficaces et diverses solutions "nobles" comme la direction à crémaillère ou la boîte de vitesses à synchros Porsche ainsi qu'un poids limité (autour de 650 kg) en feront une remarquable voiture de sport et de rallye malgré sa petite taille.

## Sports mécaniques

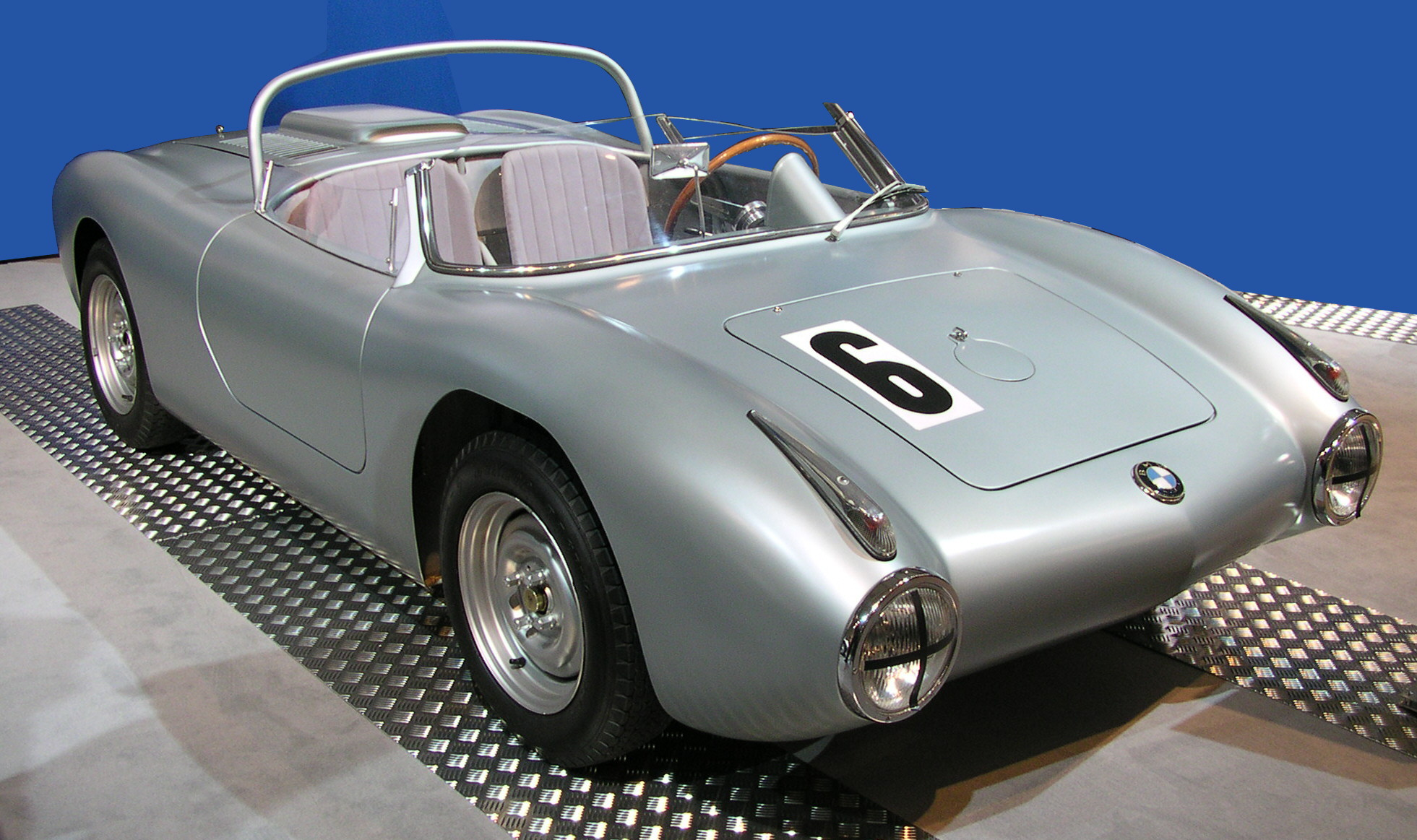
BMW 700 RS

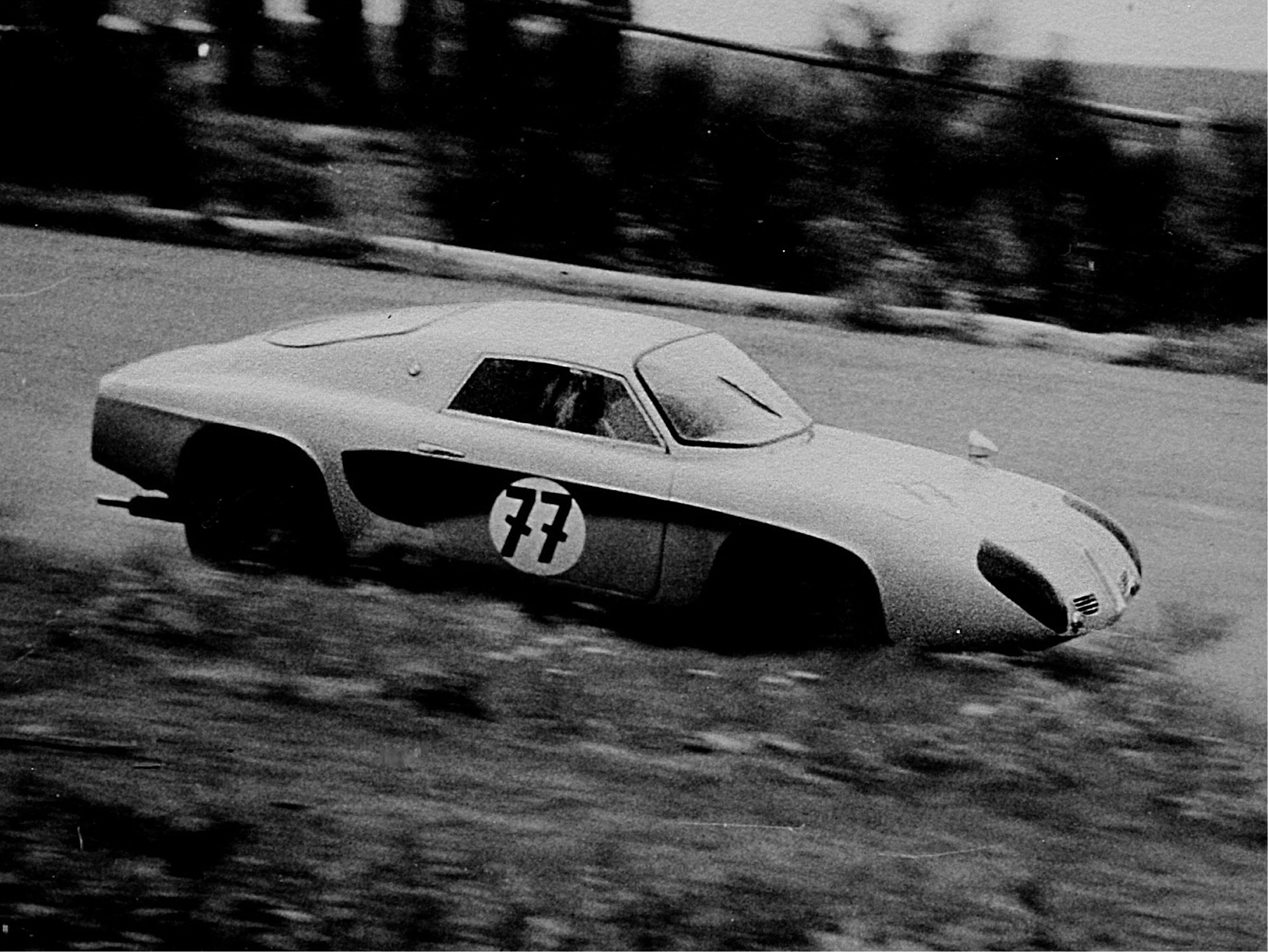
BMW Martini à la course des 1000 km en 1963

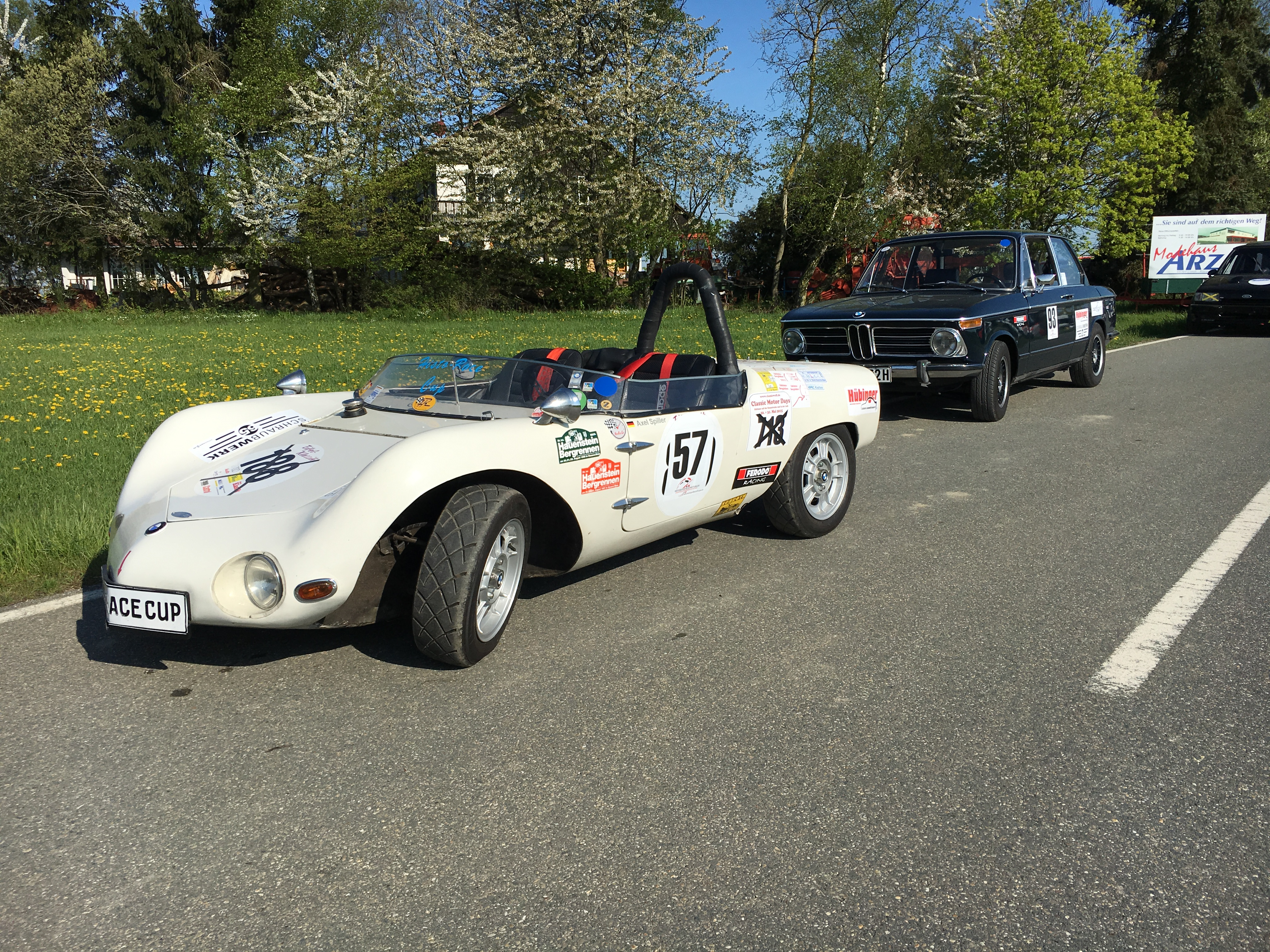
BMW RS en course de côte

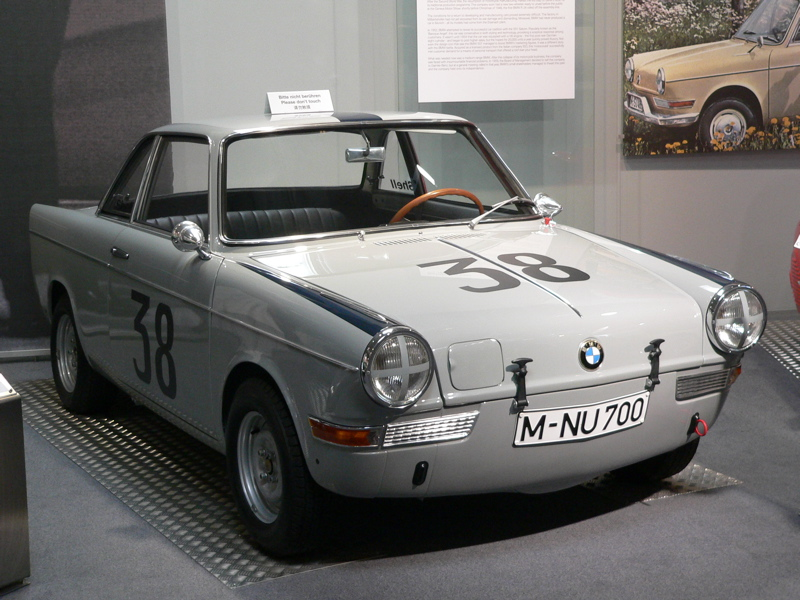
BMW 700 Sport Coupe en tant que voiture de course avec 60 ch

Dès le début, la BMW 700 coupé a été utilisée dans des rallyes, des courses de montagne et sur des circuits. La puissance du moteur a été augmentée jusqu’à 44 kW (60 ch) à 8 000 tr/min (taux de compression de 9,8:1). Le mélange était préparé par deux carburateurs Solex 34 PCI à courant descendant. Le poids à vide a été réduit d’environ 600 kg par rapport au modèle de série. Selon le rapport de démultiplication, les véhicules atteignaient une vitesse de pointe de 155 km/h.
En 1960, Hans Stuck, alors âgé de 60 ans, remporta à nouveau le championnat allemand de montagne sur une BMW 700.
Deux modèles de course encore plus puissants ont été créés pour BMW : la BMW 700 GT en 1960 et la BMW 700 RS un an plus tard. La BMW 700 RS a été utilisée pour la première fois le 18 juin 1961 dans la course de côte de Roßfeld. Lors de cette première, Hans Stuck était au volant du roadster avec un empattement d’exactement 2 mètres. Elle avait un châssis spatial avec une carrosserie en aluminium, un moteur à arbre vertical de 70 ch et elle pesait moins de 600 kg. Selon le rapport de démultiplication, la BMW 700 RS atteint une vitesse de pointe de 150 à 200 km/h.
Après que Walter Schneider ait mis fin à sa carrière active de pilote de moto à la fin de la saison 1959, il est revenu au sport automobile sur quatre roues peu de temps après. Il a immédiatement remporté toutes les courses pour lesquelles la direction de course de BMW l’a nommé. À peine un an plus tard, il justifie les espoirs placés en lui par l’usine et devient Champion d’Allemagne des Circuits en 1961. Avec la BMW 700 RS, Walter Schneider est devenu champion allemand de course de côte en 1961 sur le parcours du Schauinsland près de Fribourg, à Davos il a remporté le championnat suisse de course de côte la même année, et en 1961 il a également pu remporter le championnat autrichien de course de côte pour l’équipe de course de BMW lorsqu’il a participé à la course de côte du Gaisberg avec la voiture.
La BMW 700 RS est restée en service jusqu’en 1964 et elle a servi à la fois de plate-forme de développement pour voiture de course et de jouet pour les ingénieurs. La voiture a été utilisée pour la dernière fois le 16 août 1964 lors de la course de l’aérodrome de Munich-Neubiberg. Alexander von Falkenhausen a conduit la voiture à la victoire dans la catégorie des prototypes sportifs de 1 300 cm3 ou moins.
Le concessionnaire BMW Willi Martini († 2001) ne s’est pas limité à améliorer des BMW de la gamme 700, mais il a construit en 1962 un coupé de course avec un cadre de plate-forme, une structure en acier tubulaire et une carrosserie en plastique de support à l’aide de pièces de série. Lors de la course des 1 000 km du Nürburgring de l’ADAC le 19 mai 1963, cette voiture, qui ne pesait qu’environ 470 kg, était entraînée à la fois avec le moteur OHV de 60 ch et un moteur OHC avec arbre à cames en tête de 80 ch, ce qui permettait une vitesse supérieure à 200 km/h avec le rapport de démultiplication le plus long.
BMW à finalement vendu les deux BMW 700 RS à Willi Martini, qui a développé les voitures et a continué à les utiliser dans des courses avec ses propres constructions en plastique. En raison du lettrage Martini sur le capot, l’opinion répandue selon laquelle la BMW 700 RS était aussi une BMW Martini découle de cette période. En 1973, BMW rachète une voiture pour sa propre collection. La voiture portant le numéro de série RS 1 est allée à un collectionneur privé.

## Importance pour la pérennité de l’entreprise
Après que BMW n’ait pas répondu à la demande de petites voitures à part entière dans les années 1950, mais ait plutôt proposé des véhicules auxiliaires tels que la BMW Isetta ou des voitures représentativement inabordables telles que les modèles à moteur V8, il était désormais possible de prendre pied dans le segment des petites voitures avec la 700, même si l’orientation vers la classe moyenne, qui se développa rapidement dans les années 1960, s’avérait correcte. Ce changement de cap était indispensable à l’époque pour assurer la survie de la marque BMW. À cet égard, la BMW 700 est considérée comme la sauveuse de BMW AG,, qui était sur le point d’être rachetée par Daimler-Benz en 1959. Cette possible prise de contrôle a été contrecarrée par les salariés et les petits actionnaires lors de l’assemblée générale de décembre 1959 car le bilan était incorrect : les comptes entre les pertes et les profits annuel comprenaient l’intégralité des coûts de développement de 12,5 millions de Deutsche Mark pour la nouvelle BMW 700, alors que ceux-ci auraient dû être réparties sur plusieurs années futures. Le succès commercial de la BMW 700, sportive et abordable, a stabilisé l’entreprise et a permis la réalisation de la voiture de milieu de gamme connue sous le nom de "Neue Klasse", dont le développement remonte aux années 1953/4.